# Lion in the Morning
Lion in the Morning è il primo album di Julian Marley, edito nel 1996 dall'etichetta Lightyeared.

## Tracce
1. Loving Clear – 3:54 (Damian Marley/Julian Marley)
2. Blossoming and Blooming – 4:13 (Julian Marley)
3. Lion in the Morning – 3:57 (Damian Marley/Julian Marley)
4. Now You Know – 4:34 (Damian Marley/Julian Marley)
5. Babylon Cookie Jar – 4:24 (Julian Marley/Niney The Observer)
6. Same Old Story – 3:49 (Julian Marley/Stephen Marley)
7. Attack Back – 4:01 (Julian Marley)
8. Arm Your Soul – 4:14 (Julian Marley)
9. Ease These Pains – 3:31 (Damian Marley/Julian Marley)
10. When the Sun Comes Up – 3:52 (Julian Marley)
11. Got to Be – 4:09

Durata totale: 44:38